# American Psycho 2
Pour les articles homonymes, voir American Psycho.
Série
American Psycho
(2000)
Pour plus de détails, voir Fiche technique et Distribution.
American Psycho 2 (American Psycho 2: All American Girl) est un film américain réalisé par Morgan J. Freeman, sorti en 2002.

## Synopsis
Une étudiante instable (Mila Kunis) a survécu à une agression du tueur Patrick Bateman. Souhaitant devenir l'assistante de l'un de ses professeurs en criminologie (William Shatner), ancien profiler du FBI, elle éliminera tous les obstacles qui se dresseront sur sa route.

## Fiche technique
- Titre français : American Psycho 2
- Titre original : American Psycho 2: All American Girl
- Réalisation : Morgan J. Freeman
- Scénario : Alex Sanger et Karen Craig
- Production : Ernie Barbarash, Christian Halsey Solomon, Chris Hanley, Richard Hull et Michael Paseornek
- Société de production : Lions Gate Film
- Budget : 10 millions de dollars
- Musique : Norman Orenstein
- Photographie : Vanja Cernjul
- Montage : Mark Sanders
- Décors : Craig Lathrop
- Costumes : Donna Wong
- Pays d'origine : États-Unis
- Format : Couleurs - 1,85:1 - Dolby Digital - 35 mm
- Genre : Thriller, horreur
- Durée : 88 minutes
- Dates de sortie :
- 22 avril 2002 (sortie vidéo Royaume-Uni)
- 18 juin 2002 (sortie vidéo États-Unis)
- 9 octobre 2003 (sortie vidéo France)

## Distribution
- Mila Kunis  (VF : Joëlle Guigui) : Rachael Newman
- William Shatner : le professeur Robert 'Bobby' Starkman
- Geraint Wyn Davies (en)  (VF : Patrick Floersheim) : Eric Daniels
- Robin Dunne  (VF : Serge Faliu) : Brian Leads
- Lindy Booth ((VF : Nathalie Karsenti) : Cassandra Blaire
- Charles Officer  (VF : Christophe Lemoine) : Keith Lawson
- Jenna Perry : Rachael enfant
- Michael Kremko : Patrick Bateman
- Kate Kelton : Clara
- Quancetia Hamilton : la voisine
- John Healy : Gill
- Andrew Scorer : Janitor
- Kim Poirier : Barbara Brown
- Kim Schraner : Elizabeth McGuire
- Shoshana Sperling : Gertrude 'Gerty' Fleck

## Autour du film
- Le tournage s'est déroulé au Collège universitaire Glendon et Toronto (Université York).
- L'ensemble des prises de vues ont été bouclées en vingt jours[1].
- Le film était prévu pour être une simple série b sans prétentions, mais les producteurs ont décidé de le faire passer pour une suite d'American Psycho réalisé par Mary Harron en 2000, en changeant le titre initial,  The Girl Who Wouldn't Die, et en y rajoutant une très courte scène où le personnage de Patrick Bateman se fait tuer par l'héroïne, qui seront ses seuls liens avec le film originel.
- Les acteurs du film n'ont appris qu'en cours de tournage qu'il serait une fausse suite d'American Psycho et ont regretté d'avoir joué dedans.

## Bande originale
- In the Meantime, interprété par Dirtmitts
- Dawn, interprété par Bif Naked
- Dead Things, interprété par Emilíana Torrini
- Wires and Waves, interprété par Rilo Kiley
- Stuck with You, interprété par Kelly Slattery
- Buick City Complex, interprété par Old 97's
- Ordinary Girl, interprété par Tsar
- Faster Women, interprété par Norman Orenstein et William Sperandei
- My World, interprété par Electric Frankenstein
- Angry Angel, interprété par Imogen Heap
- Dead From the Waist Down, interprété par Catatonia
- Emotional Lab Toy, interprété par Clare Muldaur
- The Girl Who Wouldn't Die, interprété par Tsar